# Michel-Martial Cordier
Pour les articles homonymes, voir Cordier (homonymie).
Michel Martial Cordier, né le 5 septembre 1749 à Neauphle-le-Château (département des Yvelines), mort le 14 octobre 1824 à Bruxelles (Belgique), est un homme politique de la Révolution française.

## Biographie

### Mandat à la Convention
En septembre 1792, Michel-Martial Cordier, alors juge de paix à Coulommiers, est élu député du département de Seine-et-Marne, le quatrième sur onze, à la Convention nationale.
Il siège sur les bancs de la Montagne. Lors du procès de Louis XVI, il vote la mort et rejette l'appel au peuple et le sursis à l'exécution de la peine. En avril 1793, il vote contre la mise en accusation de Jean-Paul Marat : « Je déclare que n'ayant point entendu le rapport [du Comité de Législation] ni vu aucune pièce, je dis non ». En mai de la même année, il vote contre le rétablissement de la Commission des Douze.
Après son mandat, Michel-Martial Cordier devient juge au tribunal de première instance de Bruxelles de 1796 à 1814. De retour en France, il est visé par la loi du 12 janvier 1816 contre les régicides et les soutiens Napoléon Ier et s'exile à Bruxelles.

## Source
- « Michel-Martial Cordier », dans Adolphe Robert et Gaston Cougny, Dictionnaire des parlementaires français, Edgar Bourloton, 1889-1891 [détail de l’édition]